# Samaritaine de Sainte-Marie
Actualités
Dernière mise à jour : 9 juin 2018.
La Samaritaine de Sainte-Marie est un club de football martiniquais basé à Sainte-Marie. Ce club de football a remporté le Championnat de la Martinique de football en 1975, 1981 et en 2020 et la Coupe de la Martinique de football en 2017.

## Histoire
C’est le 12 août 1913, que le maire de Sainte Marie Anacharsis Agricole fondait le premier club sportif de la commune de Sainte-Marie dont le nom était « Le club Samaritain ». Puis, après sa disparition, le Club Samaritain , renaîtra officiellement le 30 Mai 1941 sous le nom de la Samaritaine de Sainte-Marie.
L'équipe de la Samaritaine de Sainte-Marie participe à la Coupe de France de football 2007-2008. Au septième tour, la Samaritaine gagne par un but à zéro ― but de Gaël Germany ― face au TVEC Les Sables-d'Olonne. Puis, au huitième tour, la Samaritaine s'incline 2 buts à 1 face à l'AC Arles-Avignon. 
La Samaritaine de Sainte-Marie, championne de la Martinique en 2020, participe au Championnat des clubs caribéens de la CONCACAF 2021 pour la première fois de son histoire. Arrivée en tête du groupe C après son match nul 2 buts partout face au Don Bosco Football Club de Pétion-Ville en Haïti et sa victoire 3 buts à 1 contre l'AS Gosier de la Guadeloupe, la Samaritaine est qualifiée pour les demi-finales contre l'équipe haïtienne de l'AS Cavaly de Léogâne. Mais en demi-finales, La Samaritaine de Sainte-Marie composée de joueurs amateurs et privée de compétition depuis 2 mois, s'incline 2 à 0 contre les professionnels de l'AS Cavaly. L'AS Cavaly, la meilleure équipe du tournoi remporte le Championnat des clubs caribéens de la CONCACAF 2021. Voici les noms des principaux joueurs de la Samaritaine qui ont participé à cette compétition internationale du 15 au 25 mai 2021 en République Dominicaine :
Demi-finaliste du Championnat des clubs caribéens de la CONCACAF 2021, la Samaritaine de Sainte-Marie est qualifiée pour la première fois de son histoire à la Ligue de la CONCACAF 2021. En raison, de la gravité crise sanitaire qui sévit en août 2021 en Martinique, la Samaritaine déclare forfait et ne participera pas à la Ligue de la CONCACAF 2021

## Palmarès
- Champion de la Martinique en 1975, 1981 et 2020.
- Vainqueur de la Coupe de la Martinique en 2017[4]
- Vice-champion de la Martinique en 1982, 1983 et 2024
- Coupe de France de football - Zone Martinique en 2007
- Vainqueur du Trophée Yvon Lutbert en 2020

## Structures

### Stade
Le stade Xercès-Louis est un stade de football martiniquais, situé à l'Union, quartier de la commune de Sainte-Marie, dans l'arrondissement de La Trinité. Le stade, doté de 1 000 places, sert d'enceinte à domicile pour la Samaritaine de Sainte-Marie. Il porte le nom de Xercès Louis, ancienne gloire du football martiniquais originaire de la commune.